# Broederschap van de gedurige aanbidding van Jesus
De Broederschap van de gedurige aanbidding van Jesus werd in 1765 opgericht.
Het doel van dit rooms-katholiek broederschap was om dag en nacht de aanbidding van Jezus in het Heilig Sacrament te verzekeren.
De broederschap werd opgericht door Karel Nicolaas Alexander d'Oultremont, prins-bisschop van Luik, op 4 augustus 1765 in de Sint-Maartensbasiliek te Luik. Op 4 december 1765 volgde de pauselijke goedkeuring door paus Clemens XIII.